# Janne Ojanen
Janne Juhani Ojanen, född 9 april 1968 i Tammerfors i Finland, är en finländsk före detta professionell ishockeyspelare. Han var i januari 2009 den äldsta i SM-liiga. Samtliga säsonger i SM-liiga har han representerat Tappara, totalt 876 seriematcher och 113 slutspelsmatcher. Han har även spelat för exempelvis New Jersey Devils och Malmö Redhawks. 
Ojanen var med och vann VM-guld för Finland 1995 i Stockholm. Han deltog också i OS i Calgary 1988 och i Lillehammer 1994, med silver och brons som resultat, i Canada Cup 1987 och 1991 samt i World Cup 1996.
Han är gift och har tre barn.